# Grand Prix Formule 1 van Maleisië 2005
De Grand Prix Formule 1 van Maleisië 2005 werd gehouden op 20 maart 2005 op het Sepang International Circuit in Sepang.

## Testrijders op vrijdag
| Team                | Rijder            |
| ------------------- | ----------------- |
| McLaren - Mercedes  | Pedro de la Rosa  |
| Sauber - Petronas   | -                 |
| Red Bull - Cosworth | Vitantonio Liuzzi |
| Toyota              | Ricardo Zonta     |
| Jordan-Toyota       | Robert Doornbos   |
| Minardi - Cosworth  | -                 |

## Uitslag
| Positie | Nummer | Rijder               | Team                | Ronden | Tijd/Opgave | Startplaats | Punten |
| ------- | ------ | -------------------- | ------------------- | ------ | ----------- | ----------- | ------ |
| 1       | 5      | Fernando Alonso      | Renault             | 56     | 1:31:33.736 | 1           | 10     |
| 2       | 16     | Jarno Trulli         | Toyota              | 56     | +24.327     | 2           | 8      |
| 3       | 8      | Nick Heidfeld        | Williams-BMW        | 56     | +32.188     | 10          | 6      |
| 4       | 10     | Juan Pablo Montoya   | McLaren - Mercedes  | 56     | +41.631     | 11          | 5      |
| 5       | 17     | Ralf Schumacher      | Toyota              | 56     | +51.854     | 5           | 4      |
| 6       | 14     | David Coulthard      | Red Bull - Cosworth | 56     | +1:12.543   | 8           | 3      |
| 7       | 1      | Michael Schumacher   | Scuderia Ferrari    | 56     | +1:19.988   | 13          | 2      |
| 8       | 15     | Christian Klien      | Red Bull - Cosworth | 56     | +1:20.835   | 7           | 1      |
| 9       | 9      | Kimi Räikkönen       | McLaren - Mercedes  | 56     | +1:21.580   | 6           |        |
| 10      | 12     | Felipe Massa         | Sauber - Petronas   | 55     | +1 Ronde    | 14          |        |
| 11      | 19     | Narain Karthikeyan   | Jordan-Toyota       | 54     | +2 Rondes   | 17          |        |
| 12      | 18     | Tiago Monteiro       | Jordan-Toyota       | 53     | +3 Rondes   | 18          |        |
| 13      | 21     | Christijan Albers    | Minardi - Cosworth  | 52     | +4 Rondes   | 19          |        |
| Ret     | 2      | Rubens Barrichello   | Scuderia Ferrari    | 49     | Banden      | 12          |        |
| Ret     | 6      | Giancarlo Fisichella | Renault             | 36     | Botsing     | 3           |        |
| Ret     | 7      | Mark Webber          | Williams-BMW        | 36     | Botsing     | 4           |        |
| Ret     | 11     | Jacques Villeneuve   | Sauber - Petronas   | 26     | Gespind     | 16          |        |
| Ret     | 3      | Jenson Button        | BAR-Honda           | 2      | Motor       | 9           |        |
| Ret     | 4      | Anthony Davidson     | BAR-Honda           | 2      | Motor       | 15          |        |
| Ret     | 20     | Patrick Friesacher   | Minardi - Cosworth  | 2      | Gespind     | 20          |        |

## Wetenswaardigheden
- Eerste podium: Toyota
- Fernando Alonso won de race en werd zo de eerste Spanjaard die het wereldkampioenschap Formule 1 leidde.
- Anthony Davidson verving de zieke Takuma Sato bij BAR-Honda. Het was zijn enige BAR-race uit zijn carrière.
- In deze race eindigde een 22 races durende podiumreeks van Ferrari, die startte bij de Grand Prix van Italië 2003
- De radio van Narain Karthikeyan ging kapot en toen hij de pits in kwam, was zijn auto al bijna leeg. Ook vloog er een vogel tegen hem aan.

## Standen na de Grand Prix

### Coureurs
| Positie | Nummer | Rijder               | Team                | Punten |
| ------- | ------ | -------------------- | ------------------- | ------ |
| 1       | 5      | Fernando Alonso      | Renault             | 16     |
| 2       | 6      | Giancarlo Fisichella | Renault             | 10     |
| 3       | 2      | Rubens Barrichello   | Scuderia Ferrari    | 8      |
| 4       | 16     | Jarno Trulli         | Toyota              | 8      |
| 5       | 14     | David Coulthard      | Red Bull - Cosworth | 4      |

### Constructeurs
| Positie | Nummers | Team             | Rijders                               | Punten |
| ------- | ------- | ---------------- | ------------------------------------- | ------ |
| 1       | 5 6     | Renault          | Fernando Alonso Giancarlo Fisichella  | 26     |
| 2       | 16 17   | Toyota           | Jarno Trulli Ralf Schumacher          | 12     |
| 3       | 14 15   | Red Bull Racing  | David Coulthard Christian Klien       | 11     |
| 4       | 1 2     | Scuderia Ferrari | Michael Schumacher Rubens Barrichello | 10     |
| 5       | 7 8     | Williams         | Mark Webber Nick Heidfeld             | 4      |

## Statistieken
| Snelste ronde | Kimi Räikkönen | McLaren - Mercedes | 1:35.483 |

## Noot
- Dit was de tiende podiumplaats voor Fernando Alonso en vijfde podiumplaats voor Jarno Trulli.

1999 · 2000 · 2001 · 2002 · 2003 · 2004 · 2005 · 2006 · 2007 · 2008 · 2009 · 2010 · 2011 · 2012 · 2013 · 2014 · 2015 · 2016 · 2017